# HMS Queen Elizabeth (1913)
HMS Queen Elizabeth (Его Величества Корабль «Куин Элизабет») — головной корабль серии Queen Elizabeth, названный в честь Елизаветы I, первый представитель супердредноутов с 15-дюймовым главным калибром. Корабль участвовал в обеих мировых войнах.

## История создания
Со спуском на воду «Дредноута» Великобритания открыла новый виток гонки морских вооружений. Даже такие страны, как Османская империя, Бразилия, Аргентина, Чили стали строить планы по оснащению своих флотов дредноутами. Великобритания, в соответствии с принципом «двухдержавного стандарта», также продолжала увеличение своего флота. В 1911 году Первым Лордом Адмиралтейства стал Уинстон Черчилль. По первоначальным планам, программа 1912 года должна была включать 3 улучшенных линкора типа «Айрон Дюк» и линейный крейсер. Однако новый Первый Лорд Адмиралтейства, со свойственной ему энергией, приказал переработать проект под главный калибр 15 дюймов, при том, что проектные работы по созданию таких орудий ещё даже не были завершены. Причиной этого послужили слухи о том, что Германская империя планирует увеличить калибр своих морских орудий, а также то, что в американском и японском флотах стандартом стали 14-дюймовые орудия. Elswick Ordnance Company выполнила поставленную задачу. Новое орудие 15"/42cal Mk I показало не только большую точность по сравнению с 13,5" Mk V, но и большую пробивную способность и увеличенную дальность стрельбы.

## Конструкция

### Бронирование
Главный пояс: 330—203 мм, в оконечностях:152 мм (нос),102 мм (корма).
Верхний пояс: 152 мм.
Траверзы цитадели: 152 мм (нос), 102 мм (корма), у погребов: 50,8 мм (25,4+25,4)
Противоторпедная переборка: 50,8 мм (25,4+25,4)
Башни: 330 мм (лоб), 280 мм (бока), 108 мм (крыша)
Барбеты: 254—178 мм (выше верхней палубы),102-152 мм (ниже верхней палубы)
Казематы: 152 мм
Боевая рубка: 280 мм (стены), 76,2 мм (крыша), 102 мм (дальномерный пост), 152 мм (шахта), 102 мм (ниже верхней палубы)
Пост управления торпедной стрельбой: 152 мм, 102 мм (выше верхней палубы)
Кожухи дымовых труб: 38 мм
Палубы: бака над казематами 25,4 мм верхняя 50,8-31,8 мм, главная (средняя) над погребами 31,8 мм, нижняя 25,4 мм, платформа (промежуточная палуба) в носу 25,4 мм, на концах 76,2 мм, над рулевым устройством 76,2 мм.

## История службы

### Первая мировая война
После вступления в строй в декабре 1914 года, линкор «Куин Элизабет» был в феврале 1915 года отправлен на Средиземное море. С 25 февраля по 14 мая 1915 года линкор принимал участие в бомбардировке турецких фортов у Дарданелл. Всего им было выпущено 86 15-дюймовых и 71 6-дюймовый снаряд. Затем он был направлен на ремонт в Росайт. Из-за ремонта «Куин Элизабет» не участвовал в Ютландской битве, в которой все однотипные с ним корабли получили повреждения, особенно сильно досталось «Малайе», на ней произошло возгорание кордита. «Уорспайт» получил 13 попаданий 280-мм снарядов. В 1917 году линкор становится флагманом Гранд Флита.

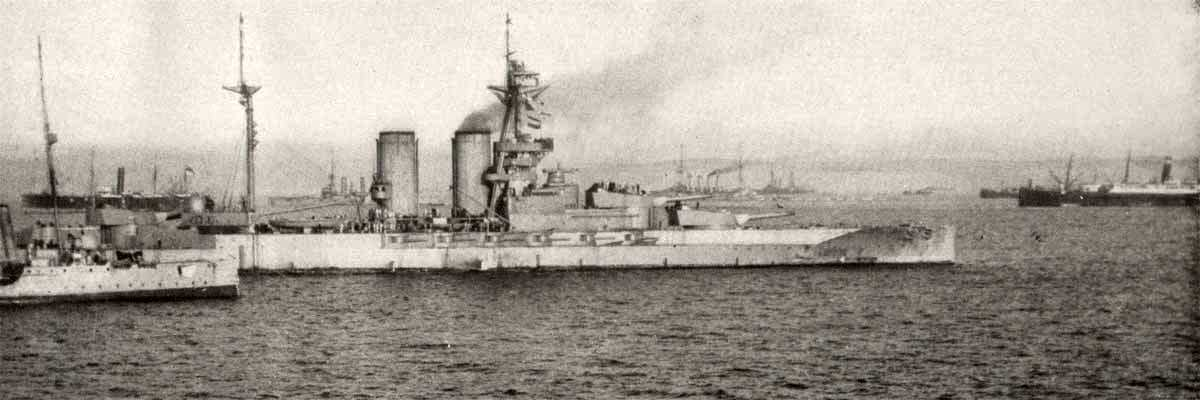
«Куин Элизабет» в Дарданеллах

### Между войнами
После заключения Вашингтонского соглашения 1922 года Великобритания отправила на слом либо переклассифицировала большинство своих устаревших дредноутов, однако пять быстроходных линкоров типа «Куин Элизабет» и пять их более упрощённых и медлительных собратьев типа «R» были оставлены в составе флота. Для улучшения тактико-технических характеристик в 1926—1927 «Куин Элизабет» и другие корабли были оснащены противоторпедными булями, усилено бронирование палубы, установлена новая зенитная артиллерия.
Планировалось, что «Куин Элизабет», однотипные «Уорспайт» и «Барэм», а также линейный крейсер «Тайгер» будут выведены из состава флота в 1935 году.

### Вторая мировая война
18 декабря 1941 года итальянская подводная лодка «Шире» под командованием капитан-лейтенанта Боргезе доставила три человеко-торпеды в окрестности гавани Александрии. В 20:47 торпеды были спущены. Пилотами этих торпед были военнослужащие подводного подразделения Десятой флотилии Mas: лейтенант Дюран де ла Пенне, инженер-капитан флота Марчелья и капитан службы вооружения флота Мартелотта. Они установили заряды под днищами линкоров «Вэлиант», «Куин Элизабет» и танкера «Сагона». Взорванные заряды тяжело повредили линкоры, их спасла от гибели только небольшая глубина якорной стоянки. Танкер был уничтожен, также тяжело был повреждён эсминец «Джервис».

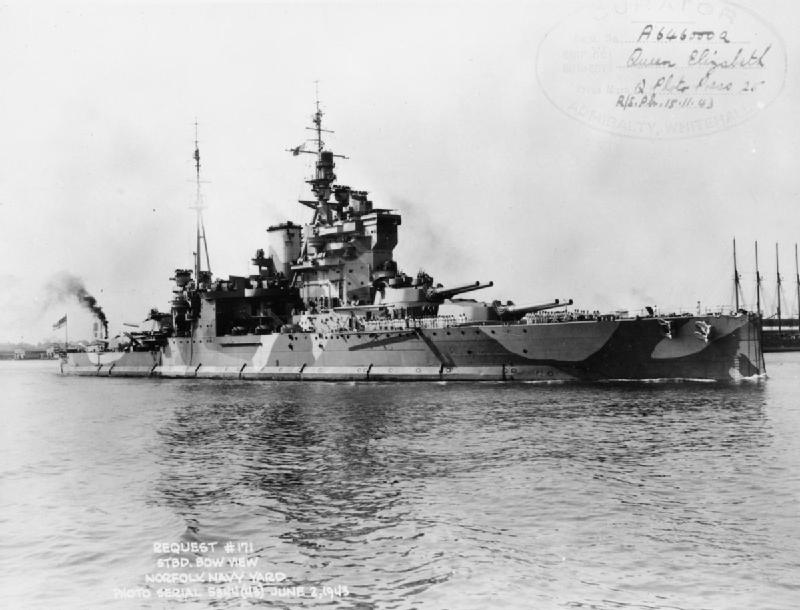
«Куин Элизабет» на военно-морской верфи в Норфолке, США.

8 мая 1945 года «Куин Элизабет» вместе с другими кораблями, в число которых входили французский линкор «Ришельё», британские крейсера «Камберленд» и «Роялист», голландский крейсер «Тромп», эскортные авианосцы Emperor, Hunter, Khedive и Shah, а также восемь эсминцев, была отправлена на поиск тяжёлого японского крейсера «Хагуро». Позднее к ним присоединились крейсер HMS Nigeria с тремя эсминцами. В итоге «Хагуро» был потоплен в результате действий самолётов с авианосца Emperor и эсминцев 26 флотилии.